# Rhacocarpus apiculatus
Rhacocarpus apiculatus là một loài rêu trong họ Rhacocarpaceae. Loài này được (Renauld & Cardot) Paris mô tả khoa học đầu tiên năm 1898.